# Macrogalea magenge
Macrogalea magenge är en biart som beskrevs av Tierney och Schwarz 2003. Macrogalea magenge ingår i släktet Macrogalea och familjen långtungebin. Inga underarter finns listade i Catalogue of Life.